# 黃華 (成化進士)
黃華（？—？），字實夫，直隸徽州府歙縣人，民籍，明朝政治人物。

## 生平
成化元年（1465年）舉乙酉科應天府鄉試第五十三名舉人。成化十七年（1481年）中式辛丑科會試第三十五名，三甲第七十八名進士。弘治五年（1492年）任湖廣岳州府平江縣知縣。

## 家族
曾祖黃仕亨；祖父黃彥真；父黃仲述，母徐氏。